# Ramsau (Gemeinde Pölla)
Ramsau ist eine Ortschaft und eine Katastralgemeinde der Gemeinde Pölla im Bezirk Zwettl in Niederösterreich.

## Geschichte
Laut Adressbuch von Österreich waren im Jahr 1938 in der Ortsgemeinde Ramsau ein Gastwirt und mehrere Landwirte ansässig.
Am 1. Jänner 1968 entstand aus den Gemeinden Altpölla, Franzen, Neupölla, Ramsau und Schmerbach am Kamp die Großgemeinde Pölla.

## Siedlungsentwicklung
Zum Jahreswechsel 1979/1980 befanden sich in der Katastralgemeinde Ramsau insgesamt 22 Bauflächen mit 17.030 m² und 32 Gärten auf 39.216 m², 1989/1990 gab es 25 Bauflächen. 1999/2000 war die Zahl der Bauflächen auf 35 angewachsen und 2009/2010 bestanden 32 Gebäude auf 75 Bauflächen.

## Bodennutzung
Die Katastralgemeinde ist landwirtschaftlich geprägt. 213 Hektar wurden zum Jahreswechsel 1979/1980 landwirtschaftlich genutzt und 58 Hektar waren forstwirtschaftlich geführte Waldflächen. 1999/2000 wurde auf 216 Hektar Landwirtschaft betrieben und 58 Hektar waren als forstwirtschaftlich genutzte Flächen ausgewiesen. Ende 2018 waren 212 Hektar als landwirtschaftliche Flächen genutzt und Forstwirtschaft wurde auf 60 Hektar betrieben. Die durchschnittliche Bodenklimazahl von Ramsau beträgt 44,2 (Stand 2010).